# Road Rash 3: Tour de Force
Road Rash 3 (рус. Дорожное безумие 3), также известная как Road Rash 3: Tour de Force — видеоигра в жанре гонок на выживание, третья часть в серии. На сей раз игра разработана компанией Monkey Do Productions, а Electronic Arts занимались издательством игры. По мнению многих критиков и игроков является одной из лучших гоночных игр на Sega Mega Drive. Игра вышла в 1995 году на консоли Sega Mega Drive.

## Игровой процесс
Незаконные гонки проходят в Великобритании, Германии, Италии, Бразилии, Кении, Австралии и Японии.
Смысл игры состоит в том, что нужно доехать до финиша в тройке лидеров, на огромной скорости пробиваясь через соперников, уворачиваясь от автомобилей и препятствий на дороге, и при этом не разбить мотоцикл и не попасться полиции. В случае разбития мотоцикла или поимки полицией придётся заплатить за ремонт либо штраф, а если денег недостаточно — будет предложен контракт, по которому в следующей гонке требуется сбить с мотоцикла определённого гонщика.
При этом чем выше финишная позиция, тем больше игровых денег для покупок и апгрейдов игрок получает.

Пример геймплея

На первом уровне доступен простой мотоцикл и 1000$, которые можно потратить на апгрейд (опции апгрейда включают в себя улучшение двигателя, покрышек, подвески и защиты), а можно приберечь для покупки более мощного мотоцикла в дальнейшем. Мотоциклы в магазине разделены на 3 категории: «старые (ржавые) мотоциклы», «спортивные» и «супер-байки». В каждой категории доступно 5 мотоциклов, отличающихся максимальной скоростью, манёвренностью и пр. Некоторые супер-байки имеют нитро-ускорители, активирующиеся кратким двойным нажатием на кнопку газа на геймпаде. В игре, также, присутствует скрытый чёрный мотоцикл с максимальными характеристиками, который можно получить только вводом пароля: 15S9 PU03.
Отличие игры от своего предшественника в улучшенной детализации игровой среды и в том, что выхваченное во время драки оружие остаётся с игроком и на последующих трассах. В распоряжении игрока дубинка (club), газовый балончик (mace), монтировка (crowbar), цепь (chain), нунчаки (nunchucks), машинное масло (oil cans) и шокер (cattle prod). Оружие требуется отнимать у других гонщиков и полицейских. Его можно переключать, нажимая на геймпаде кнопку «Start» при нажатой кнопке «вверх», это работает и в режиме паузы (версия для Mega Drive 2). Кроме этого, доступен толчок ногой.
Полицейские патрули, помимо мотоциклов и автомашин, имеют в распоряжении вертолёт, в случае необходимости опускающийся игроку на голову.